# Isaak Zelenskij
Isaak Zelenskij (ryska: Исаа́к Зеле́нский), född 22 juni 1890 i Saratov, Kejsardömet Ryssland, död 15 mars 1938 i Kommunarka, Moskva, var en rysk bolsjevikisk politiker. År 1929 var han generalsekreterare för kommunistpartiet i Uzbekiska SSR. Zelenskij tillhörde gammalbolsjevikerna.

## Biografi
År 1906 blev Zelenskij medlem av den bolsjevikiska fraktionen av Rysslands socialdemokratiska arbetareparti (RSDAP). Han tjänstgjorde som partiets propagandachef i bland annat Penza och Samara. Flera gånger blev han arresterad; i februari 1912 blev han deporterad till Sibirien. Under ryska revolutionen kämpade han för bolsjevikerna i Moskva och under inbördeskriget var han ansvarig för livsmedelsförsörjningen i samma stad.
År 1922 invaldes Zelenskij i kommunistpartiets centralkommitté och i juni 1924 utnämndes han till partiets sekreterare och var då underordnad generalsekreteraren Josef Stalin. Från juni till december 1929 var han generalsekreterare för kommunistpartiet i Uzbekiska SSR.
Zelenskij greps i augusti 1937 och ställdes i mars 1938 inför rätta vid den tredje och sista Moskvarättegången tillsammans med bland andra Nikolaj Bucharin, Aleksej Rykov och Arkadij Rosengolts. De åtalades för bland annat sabotage, antisovjetisk verksamhet och för att ha planerat att mörda Lenin och Stalin. Zelenskij erkände bland annat att han hade varit spion för Ochrana. Zelenskij dömdes till döden och avrättades på Kommunarkas skjutfält utanför Moskva.
Isaak Zelenskij blev rehabiliterad år 1959.